# David Edgar (simmare)
David Holmes "Dave" Edgar, född 27 mars 1950 i Fort Lauderdale i Florida, är en amerikansk före detta simmare.
Edgar blev olympisk guldmedaljör på 4 x 100 meter frisim vid sommarspelen 1972 i München.